# Kenteng (Ponjong)
Kenteng is een bestuurslaag in het regentschap Gunung Kidul van de provincie Jogjakarta, Indonesië. Kenteng telt 3017 inwoners (volkstelling 2010).